# Grodarz (strumień)
Grodarz – krótki strumień w północno-zachodniej Polsce, prawy dopływ Stroni. Płynie przez środkową część Puszczy Bukowej w województwie zachodniopomorskim. 
Strumień posiadający trzy źródła w podmokłej dolince na płd. od grodziska Chojna. Przepływa 0,2 km w gęstych zaroślach i uchodzi do Stroni z jej prawego brzegu w odl. ok. 150 m od jej ujścia do Chojnówki. Nazwa topograficzna pochodzi od pobliskiego grodziska. 